# ارکستر سمفونیک آمریکا
ارکستر سمفونیک آمریکا (به انگلیسی: American Symphony Orchestra) ارکستر مستقر در نیویورک است که در سال ۱۹۶۲ توسط لئوپولد استوکوفسکی بنیان گذاشته شد. استوکوفسکی در زمان تاسیس این ارکستر ۸۰ ساله بود. خانه این ارکستر در کارنگی هال و سیمفونی اسپیس در شهر نیویورک است.
از مدیران موسیقی این ارکستر در اوایل دهه هشتاد میلادی، می توان از موشه آتزمان و جوزپه پاتانه نام برد. جان موسری در سال ۱۹۸۵ و کاترین کامت در سال ۱۹۹۱ عهده دار این مسئولیت شدند. مدیر کنونی موسیقی و رهبر اصلی ارکستر سمفونیک آمریکا لئون بتستاین است. 